# Kirstine Ladefoged Jensen
Kirstine Ladefoged Jensen, född 15 januari 1907 i Vium, död 6 december 1964 i Köpenhamn, var en dansk läkare och politiker för partiet Venstre. Hon är känd för att ha varit en av upphovskvinnorna till upplysningsrörelsen Folkevirke, samt för sitt engagemang för den grönländska befolkningens rättigheter. Hon blev riddare av Dannebrogsorden 1957.

## Tidiga år
Kirstine Ladefoged Jensen växte upp på familjens gård utanför landsbyn Vium, Salling. När hon väl börjat skolan utmärkte hon sig som en flitig elev och avlade en allmän förberedelseexamen (almindelig forberedelseseksamen) 1923. Hon utnyttjade möjligheten att fortsätta sin skolgång och hon avlade studentexamen från Viborg Katedralskole 1926. Hon bestämde sig därefter för att studera till läkare och flyttade till Köpenhamn för att läsa på universitetet där. Hon fick ett boende i det nyupprättade kollegiet Kvinderegensen, vid vilken hon kom att knyta kontakter med flera med tiden framstående kvinnor. Bland dessa var medicinaldirektören Esther Ammundsen, rättspsykiatern Emma Vestergaard och justitieminister Helga Pedersen. Efter avlad läkarvetenskaplig ämbetsexamen 1934 hade hon, liksom många andra nyutbildade läkare, svårt att få ett fast arbete. Till en början tog hon ett vikariat vid Skive Sygehus. Efterhand uppkom möjligheten att bli vikarierande distriktsläkare i Maniitsoq (Sukkertoppen) på Grönland, en chans som Jensen tog. Detta vikariat varade endast i ett år (1935 – 1936) och hon arbetade därefter som läkare i huvudstaden Nuuk (Godthåb) fram till 1938. Hon kom att befästa ett livslångt engagemang för grönländska förhållanden hos Jensen, som fick öknamnet ”Stine Grønlænder”. Ett år efter hemkomsten lät hon, tillsammans med kollegan Karen Marie Sveistrup, upprätta läkarkonsultation på Christianshavn.
Jensen förblev under hela sitt liv ogift och fick inga barn.

## Politiskt engagemang
Kirstine Ladefoged Jensen var aktiv inom den danska motståndsrörelsen som styrelseledamot i Frit Danmarks läkargrupp och bodde under kriget i Vejle. Efter krigsslutet arbetade hon på uppdrag av Röda Korset i Tyskland och Österrike. För detta arbete belönades hon med organisationens egen förtjänstmedalj 1953. Hon var styrelseledamot av Den liberale Venstreforening i Köpenhamn sedan 1943. Samma år resulterade folketingsvalet i att antalet kvinnor halverades från fyra till två, vilket fick flera kvinnor, däribland den socialdemokratiska politikern Bodil Koch och Jensen själv, att upprätta den tvärpolitiska upplysningsrörelsen Folkevirke 1944. Denna rörelse hade bl.a. som mission att arbeta för ökad jämställdhet mellan könen, som man menade var avgörande för att folkstyret skulle kunna uppnå sin ”fulla blomstring”. Jensen var medlem av rörelsens verkställande utskott och förde ofta grönlänningarnas, då särskilt kvinnornas, talan. Efter att de grönländska kvinnorna fick rösträtt 1948 reste hon till Grönland året därpå med stöd från Folketingets finansutskott. Hon uppehöll sig där i flera månader och besökte flera orter på öns västkust och arrangerade möten med hög uppslutning bland lokalbefolkningen. Gästfriheten skall ha varit så stor att åtskilliga tusen av de 15 000 danska kronor som Jensen hade till rådighet blev över vid hemkomsten. Folkevirke lät därmed skänka bl.a. boken ”Kalatdline inuiakataunel” (ungf. ”Medborgare i Grönland”) till c:a 1 200 grönländska kvinnor som ett led i upplysningsarbetet om de grönländska kvinnornas nyvunna politiska rättigheter och möjligheterna därav. Under de påföljande åren följde Jensen upp det upplysningsarbete som hon hade satt igång på Grönland, vilket vann respekt hos många grönlänningar. I samband med grundlagsreformen 1953, som innebar att den grönländska befolkningen fick rätt att bli representerad i Folketinget, uppmanades Jensen att ställa upp som folketingskandidat för regionen Nordgrönland. Hon tackade ja till erbjudandet men slog fast att hon skulle komma att dra sig tillbaka då regionen kunde ställa upp en egen, inhemsk, kandidat. I en artikel i Grønlandsposten framhävde Jensen att hon ansåg det viktigast att de grönländska kvinnorna fick bättre utbildningsmöjligheter i form av hushållsskola, folkhögskolor och seminarier samt föreningsliv och litteratur. Hon framhävde även bättre bostäder och minskat alkoholintag som viktiga mål som skulle uppnås. Hon blev dock inte vald.
På hemmaplan var Jensen sedan 1945 folketingskandidat för Venstre i valkretsen Søndre Storkreds i Köpenhamnsområdet. Det dröjde dock två år innan hon blev invald till Folketinget, men då var hon också den av partiets kandidater i Köpenhamn som fick flest röster, 2 995, mot tvåan Poul Buttrups 2 652 röster. Väl där blev hon utsedd till gruppsekreterare för dem i Venstre som representerade partiet i huvudstadsområdet, Hovedstadens Venstre (1948 – 1950). Hon tog dessutom plats i Grønlandskommissionen af 1948, vilken hade nedsatts för att försöka lösa de ekonomiska problemen på Grönland, samt i Svangerskabskommissionen af 1950, vilken bland annat utredde frågor som sexualupplysning och mödravård. Jensen ingick i de avdelningar som behandlade sexualupplysningsfrågorna respektive lagstiftningen om sterilisering i samband med abort. Efter valet 1950 blev inte Jensen bli återvald.
Efter att Jensen varken blev invald till Folketinget på Grönland eller hemma i Danmark höll hon en relativt låg politisk profil. Hon fortsatte som kandidat till Folketinget i valkretsen Østre Storkreds, men lyckades aldrig få tillräckligt många röster för att bli invald. Då grönlandsminister Kai Lindberg år 1960 nedsatte ett nytt grönlandsutskott på 19 medlemmar, som skulle ta sig an alltifrån administrativa till sociala frågor i anslutning till Grönland, fick han kritik från kvinnoorganisationerna Danske Kvinders Nationalråd och Dansk Kvindesamfund för att inte ha utsett en enda kvinna till utskottet. Båda organisationerna lade fram barnmorskan Elisabeth Johansen, ordförande av Grønlands Landsraad, och Kirstine Ladefoged Jensen som sina bud på kvinnor som skulle ingå i utskottet. Det blev dock ingen verklighet av detta krav.
Kirstine Ladefoged Jensen dog en hastig död efter en kort tids sjukdom 57 år gammal.

## Övriga förtroendeposter
- Tillsynsledare för barnhemmet Egelundshuset
- Medlem av Landsnævnet for Børneforsorg
- Styrelseledamot av barnomsorgsseminariet Jægerspris

## Utmärkelser
- Riddare av Dannebrogorden,  1957[1]

[Redigera Wikidata]